# Hrazdan stadion
Hrazdan stadion (armeniska: Հրազդան մարզադաշտ) är en stadion i Armeniens huvudstad Jerevan. Stadion öppnade den 19 maj 1971. Med stöd av Gulbenkianstiftelsen byggdes stadion på endast 11 månader. 
Stadion är den största i Armenien, med en kapacitet på 53 849 åskådare vid exempelvis fotbollsmatcher. Hrazdan är hemmastadion till Armeniens herrlandslag i fotboll, FK Ararat Jerevan och Ulisses FK. Innan arenan rekonstruerades 2008 hade den en maxkapacitet för 70 000 åskådare. Arenans publikrekord sattes den 19 mars 1975, när FK Ararat Jerevan tog emot tyska FC Bayern München, då hela 75 000 åskådare såg matchen.